# The Open Championship 1973
Het Brits Open van 1973 was de 102de editie van het toernooi. Het werd gespeeld van 11-14 juli op de Royal Troon Golf Club in Schotland.
Tom Weiskopf won zijn eerste en enige Major met een voorsprong van vier slagen op Neil Coles en Johnny Miller, die een maand eerder het US Open gewonnen had.
De 71-jarige Gene Sarazen maakte in ronde 1 op hole 8 een hole-in-one, een par 3 van 115 meter, die wel de postzegel ('Postage Stamp') genoemd wordt omdat hij zo klein is. Lee Trevino, die de vorige twee edities won, werd gedeeld 10de.

## Uitslag
De top-10 waren:
| Nr  | Speler           | Score           | Score | Prijzengeld (£) |
| --- | ---------------- | --------------- | ----- | --------------- |
| 1   | Tom Weiskopf     | 68-67-71-70=276 | −12   | 5.500           |
| T2  | Neil Coles       | 71-72-70-66=279 | −9    | 3.625           |
| T2  | Johnny Miller    | 70-68-69-72=279 | −9    | 3.625           |
| 4   | Jack Nicklaus    | 69-70-76-65=280 | −8    | 2.750           |
| 5   | Bert Yancey      | 69-69-73-70=281 | −7    | 2.450           |
| 6   | Peter Butler     | 71-72-74-69=286 | −2    | 2.150           |
| T7  | Bob Charles      | 73-71-73-71=288 | E     | 1.717           |
| T7  | Christy O'Connor | 73-68-74-73=288 | E     | 1.717           |
| T7  | Lanny Wadkins    | 71-73-70-74=288 | E     | 1.717           |
| T10 | Brian Barnes     | 76-67-70-76=289 | +1    | 1,350           |
| T10 | Gay Brewer       | 76-71-72-70=289 | +1    | 1,350           |
| T10 | Harold Henning   | 73-73-73-70=289 | +1    | 1,350           |
| T10 | Lee Trevino      | 75-73-73-68=289 | +1    | 1,350           |

Vanaf 1970:
1970 ·
1971 ·
1972 ·
1973 ·
1974 ·
1975 ·
1976 ·
1977 ·
1978 ·
1979 ·
1980 ·
1981 ·
1982 ·
1983 ·
1984 ·
1985 ·
1986 ·
1987 ·
1988 ·
1989 ·
1990 ·
1991 ·
1992 ·
1993 ·
1994 ·
1995 ·
1996 ·
1997 ·
1998 ·
1999 ·
2000 ·
2001 ·
2002 ·
2003 ·
2004 ·
2005 ·
2006 ·
2007 ·
2008 ·
2009 ·
2010 ·
2011 ·
2012 ·
2013 ·
2014 ·
2015 ·
2016 ·
2017 ·
2018 ·
2019 ·
2020
1972 ·
1973 ·
1974 ·
1975 ·
1976 ·
1977 ·
1978 ·
1979 ·
1980 ·
1981 ·
1982 ·
1983 ·
1984 ·
1985 ·
1986 ·
1987 ·
1988 ·
1989 ·
1990 ·
1991 ·
1992 ·
1993 ·
1994 ·
1995 ·
1996 ·
1997 ·
1998 ·
1999 ·
2000 ·
2001 ·
2002 ·
2003 ·
2004 ·
2005 ·
2006 ·
2007 ·
2008 ·
2009 ·
2010 ·
2011 ·
2012 ·
2013 ·
2014 ·
2015 ·
2016